# آپونوژتون ماداگاسکاری
آپونوژتون ماداگاسکاری (به انگلیسی: Madagascar laceleaf) گیاهی است آبزی از راسته گیاهان و از گونه‌های آپونوژتون‌ها. این گیاه آبزی جنبه زیبایی خاصی داشته و بدین سبب از آن در زیبا سازی محیط آکواریوم‌ها استفاده می‌شود. از میان حدود ۵۰ گونه آپونوژتون‌ها ۱۵ گونه آن به آکواریوم‌ها راه یافتند. خاستگاه آپونوژتون ماداگاسکاری یا گیاه برگ توری، ماداگاسکار می‌باشد. در بازار جهانی بسیار مورد توجه قرار گرفته که بی شک علت اصلی آن شکل توری مانند برگ‌هایش است. گویی برگ‌های پهن یک گیاه را برهنه کرده و فقط اسکلت آن را باقی گذاشته‌اند.

## شرایط نگهداری و پرورش
نگهداری از این گیاه زیبا آسان نیست و آب باید تمیز و شفاف باشد زیرا جلبک‌ها یا مواد معلق موجود در آب می‌توانند با رسوب بر روی برگ‌ها، باعث آسیب دیدن آن شوند. آب آکواریوم بهتر است سبک و پی‌اچ آن خنثی یا کمی اسیدی باشد. همچنین این گیاه نسبت به وجود سایر گیاهان حساس بوده و اگر به صورت انفرادی نگهداری شود بهتر است و به نظر می اید که تعویض متناوب آب برای نگهداری از این گونه لازم باشد. گفتنی است که به علت هجوم بیش از حد برای برداشت گیاه برگ توری ماداگاسکاری ریا، نسل آن در خاستگاهش در خطر نابودی قرار گرفته است.
| شرح شرایط        | مقدار       |
| بیشترین طول      | ۶۰ سانتیمتر |
| نیاز نوری        | متوسط       |
| دما (سانتی گراد) | ۲۰ تا ۲۲    |
| شیوه تکثیر       | دانه        |
| سرعت رشد         | متوسط       |
| محل قرار گیری    | وسط-انفرادی |

## گونه‌های سازگار
آپونوژتون ماداگاسکارینزیس گیاهی است که از هم نشینی با سایر گیاهان استقبال نمی‌کند و بهتر است که آن را به تنهایی یا با گونه‌های شناور آب نگهداری نمود.

## پراکنش در ایران
در رویش‌های ایران تاکنون هیچ گونه‌ای از جنس آپونوژتون گزارش نگردیده است.